# Urs Klauser

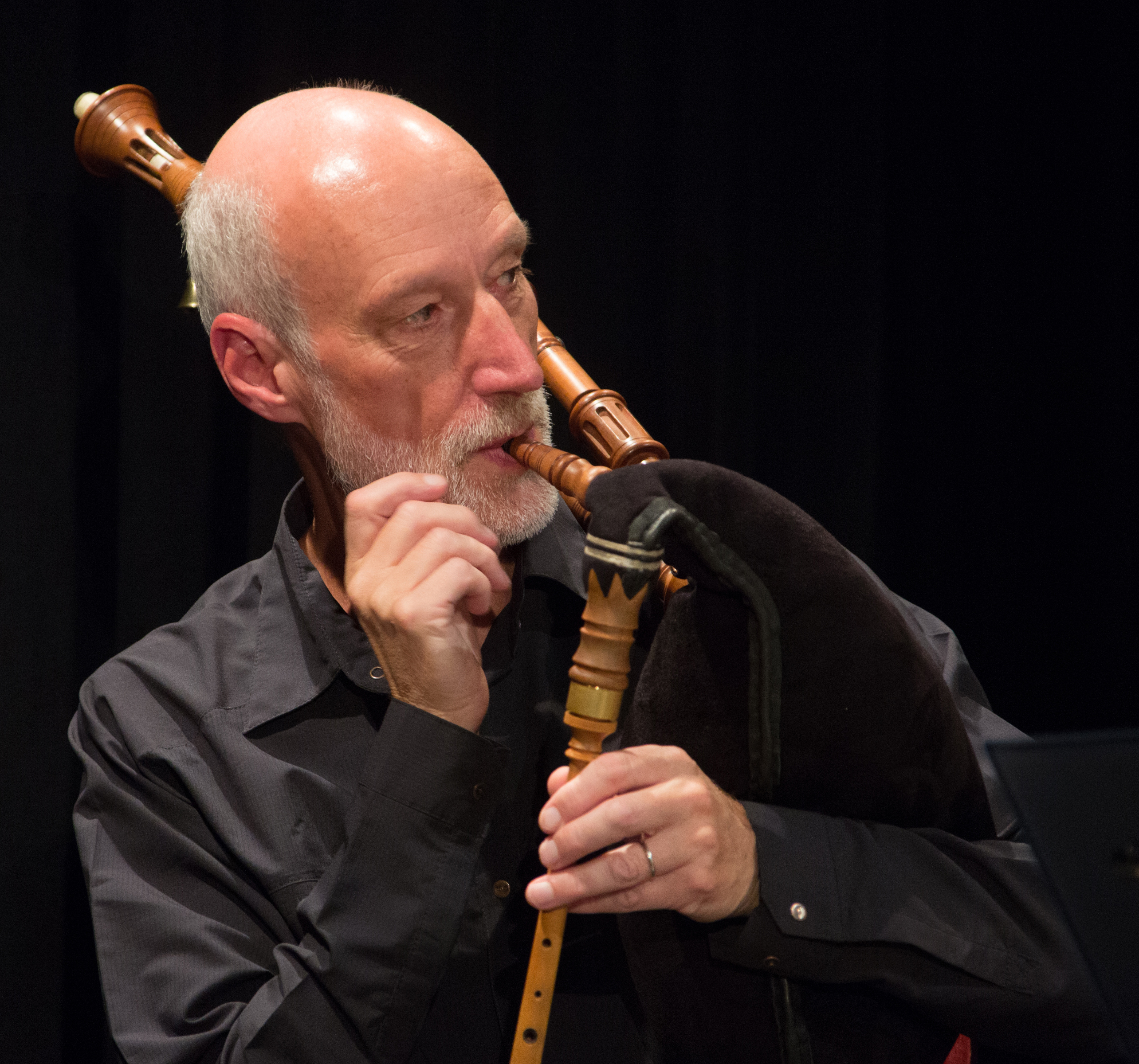
Urs Klauser (2015)

Urs Klauser (* 1953 in St. Gallen) ist ein Schweizer Volksmusikforscher, Volksmusikant, Musikinstrumentenbauer und Lehrer. Er gilt – zusammen mit seinem Ensemble Tritonus – als Pionier und Experte in der Erforschung und Aufführung alter Volksmusik und deren Instrumente in der Schweiz vor 1800.

## Leben und Wirken
Urs Klauser wuchs in Rorschach am Bodensee auf und wirkte nach seiner Ausbildung am Lehrerseminar von 1974 bis 2017 als Primarlehrer in Bühler AR.
In den 1970er-Jahren spielte er als Multiinstrumentalist in den Folk- und Liedermachergruppen «Troubadix», «Tantris» und «Zupfgyge» und trat in vielen Folkclubs, auf Kleinbühnen, an grossen Festivals wie dem Folkfestival Lenzburg oder Gurtenfestival sowie am Chansontreffen Solothurn auf. Während vieler Jahre war er auch Mitglied der Thurgauer Folk- und Mundart-Rockgruppe «Galgevögel».
Von 1974 bis 1980 war Urs Klauser Mitorganisator der Folkfestivals auf Schloss Lenzburg sowie der Konzerte im Folkclub St. Gallen (1977–1985).
1976 begann die langjährige Zusammenarbeit von Urs Klauser mit dem Instrumentenmacher und Musiker Beat Wolf aus Schaffhausen mit dem Ziel, die Schweizer Volksmusik früherer Jahrhunderte gründlich zu erforschen. Sie rekonstruierten nach historischen Vorlagen die in Vergessenheit geratenen Schweizer Volksmusikinstrumente Sackpfeife, Drehleier und Schalmei, suchten nach alten Quellen und sichteten eine Fülle von Fachliteratur.

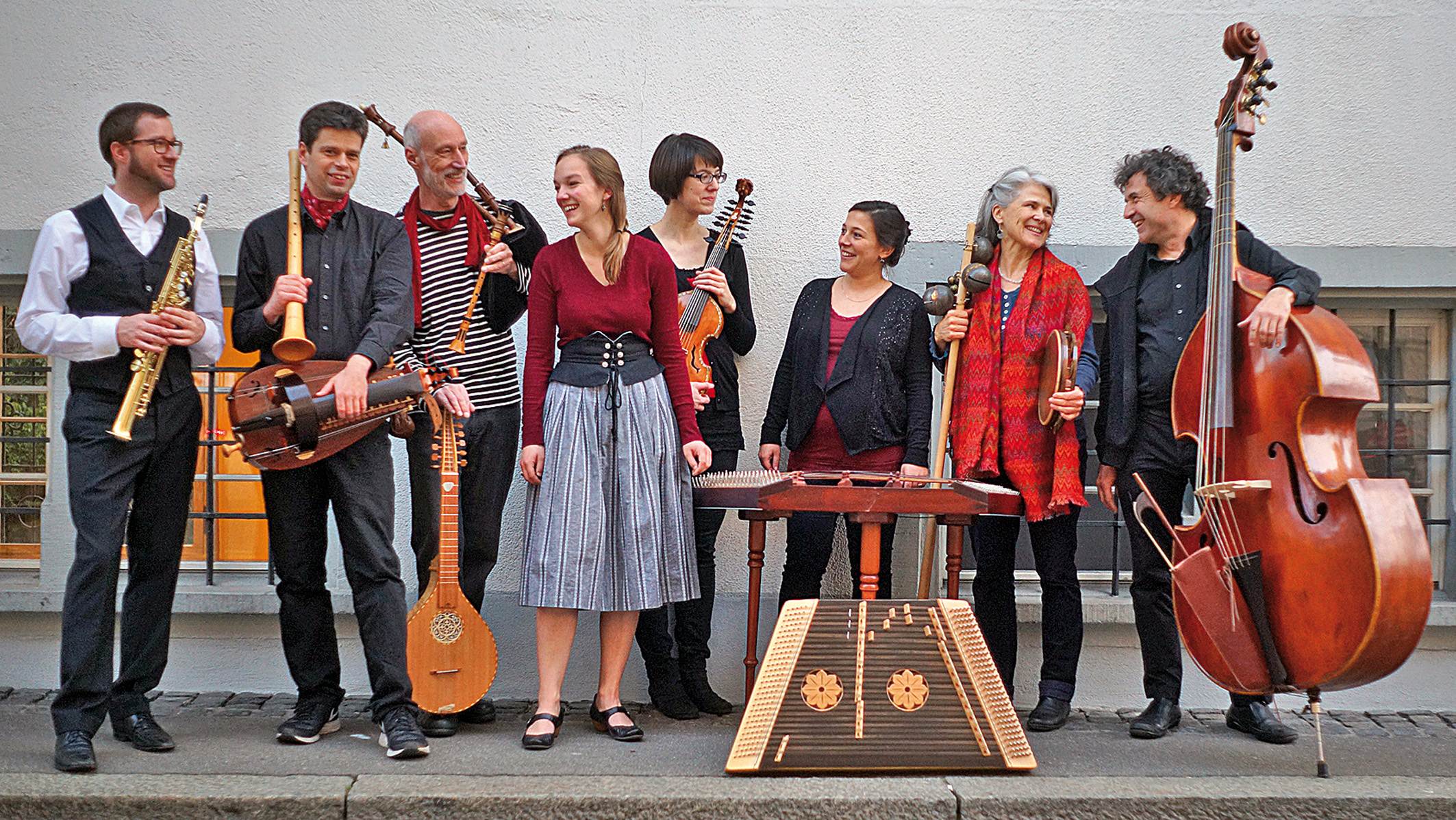
Ensemble Tritonus (2015)

Um ihre Forschungsergebnisse zu dokumentieren, gründeten Urs Klauser und Beat Wolf das Ensemble «Tritonus» und veröffentlichten 1991 die CD «Alte Volksmusik in der Schweiz» (mit ausführlichen Begleitbooklet), die seither als Standardwerk gilt. Später folgten – mit wechselnden Besetzungen – die Tritonus-Konzeptalben «Alpan» (2005) und «Urbanus» (2015). Mit dem Ensemble «Tritonus» spielte Urs Klauser unzählige Konzerte in der ganzen Schweiz und im Ausland. So trat er beispielsweise an den grossen Weltausstellungen Expo 92 in Sevilla und Expo 2010 in Shanghai, am internationalen Folkfestival in Kaustinen 2000 oder im ISR Spazio Culturale Svizzero in Venedig (2001 und 2008) auf.
In den 1980er-Jahren begann die Zusammenarbeit von Urs Klauser und Beat Wolf mit den Schweizer Jazzmusikern Jürg Solothurnmann (Saxophone) und Hans Kennel (Trompete, Büchel) und ihrer Band «Alpine Jazz Herd» mit Auftritten u. a. am Jazz Festival Zürich (1985) und Jazz Festival Willisau (1986). Für das Tritonus-CD-Projekt «Alpan» arbeitete Urs Klauser in den Jahren von 2005 bis 2008 mit den jungen Jazzmusikern Reto Suhner (Sopransaxophon) und Tobias Preisig (Violine) zusammen.
2018 war Urs Klauser musikalischer Leiter des grossen Freilichttheaters Ueli Bräker - der arme Mann im Tockenburg der Bühne Thurtal am Originalschauplatz im Dreyschlatt bei Wattwil und spielte mit einem Ensemble die Live-Bühnenmusik.

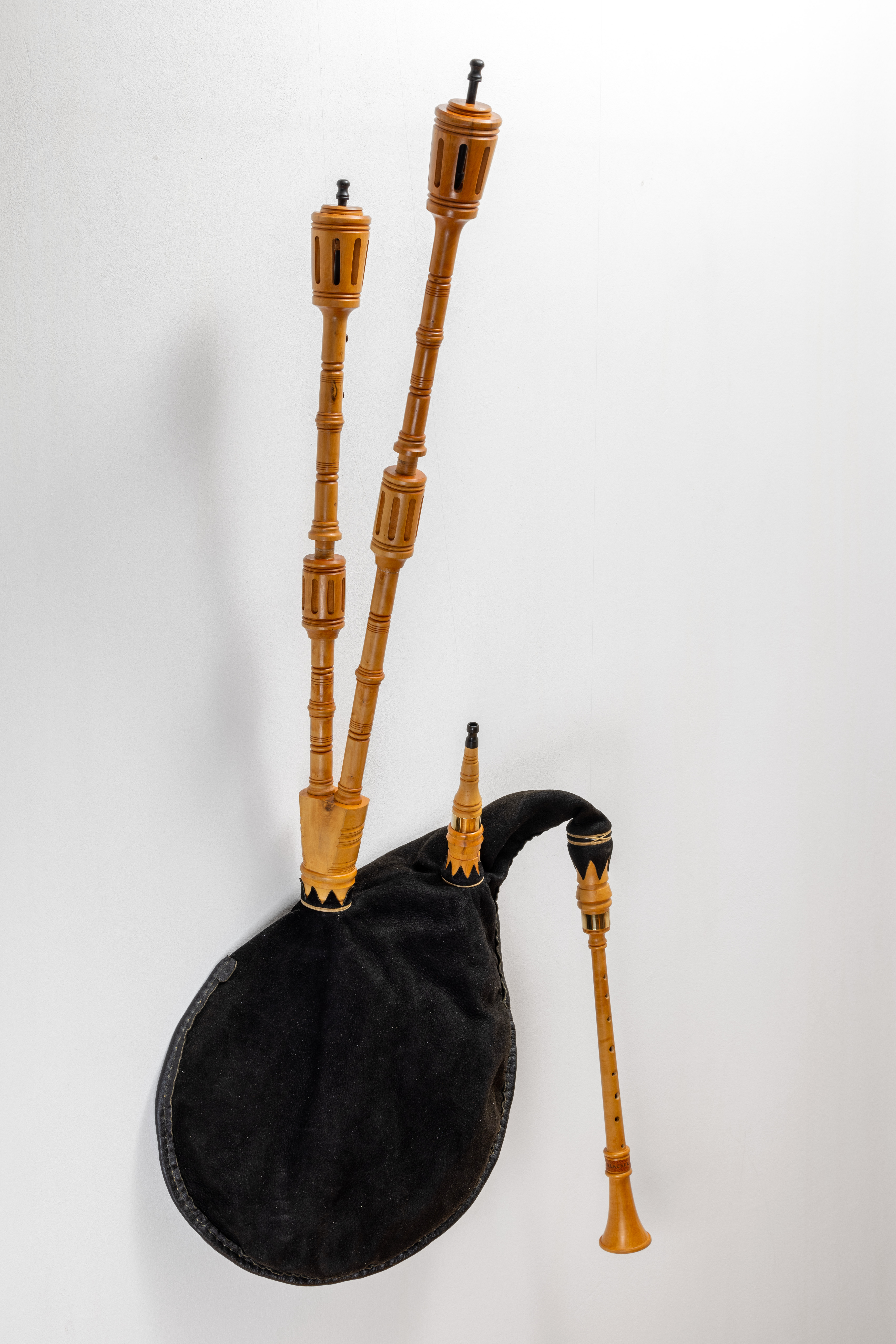
Schweizer Sackpfeife, Rekonstruktion nach Niklaus Manuels Berner Totentanz durch Urs Klauser (1985)

Als Instrumentenmacher rekonstruierte Urs Klauser in den 1980er-Jahren verschiedene Modelle der Schweizer Sackpfeife und trug damit massgebend zu deren Revival bei. Je eines seiner Instrumente wurde vom Landesmuseum Zürich und Kornhaus (Burgdorf) (inzwischen im Bestand der Sammlung im Freilichtmuseum Ballenberg) erworben und an verschiedenen Ausstellungen gezeigt (u. a. Manesse-Liederhandschrift im Landesmuseum Zürich 1991). Im Kinofilm Zwingli über den Schweizer Reformator Huldrych Zwingli verwendete der Hauptdarsteller Max Simonischek eine Sackpfeifen-Rekonstruktion von Urs Klauser, der dazu den Originalton einspielte.
Gemeinsam mit Joe Manser transkribierte und erforschte Urs Klauser das bisher unbekannte barocke «Liederbüchlein der Maria Josepha Barbara Brogerin» von 1730, das unter dem Titel «Mit wass freüden soll man singen» in der Reihe «Innerrhoder Schriften» 1996 veröffentlicht wurde und im ganzen deutschsprachigen Raum auf grosse Beachtung stiess. Für die Neuausgabe im Jahr 2003 flossen auch die Erkenntnisse aus den Nachforschungen des Musikwissenschaftlers Albrecht Tunger aus Trogen ein und es wurde eine CD mit einer Auswahl von Brogerin-Liedern eingespielt.
Von 2017 bis 2019 wirkte Urs Klauser bei einem Projekt der Musikhochschule Luzern (HSLU) mit, das unter der Leitung von Marc-Antoine Camp und Johannes Rühl die alte Schweizer Volksmusik erforschte. Mit einem Ensemble, bestehend aus den am Forschungsprojekt beteiligten Musikern sowie weiteren Exponenten und Exponentinnen der Neuen Schweizer Volksmusikszene, wurde ein Konzertprogramm mit alter Schweizer Volksmusik erarbeitet und am internationalen Festival «Alpentöne» 2019 aufgeführt.
In den Jahren 2006 bis 2009 war Urs Klauser Stiftungsrat in der Kulturstiftung und von 2019 bis 2023 Mitglied des Kulturrats im Kanton Appenzell Ausserrhoden.

## Preise und Auszeichnungen
Urs Klauser und Tritonus wurden 1991/1992 mit dem Radio- und Fernsehpreis der Ostschweiz sowie 1992 und 2004 mit einem Anerkennungspreis der Kulturstiftung des Kantons Appenzell Ausserrhoden ausgezeichnet.

## Diskografie
- 5. Folkfestival auf der Lenzburg. Sammel-LP. Claves-Verlag, Thun 1976
- Im Röseligarte. Sammel-LP. Zytglogge-Verlag, Bern 1977
- Enzyklopädie der Schweizer Volksmusik. MC zum Buch von Rico Peter. Aarau 1980
- Galgevögel. Anna Göldi. LP. Gold Records, Zürich 1980.
- Bollement. Sammel-LP (FM 82001) + zusätzliche MC. Fata Morgana-Verlag, Bern 1982
- Galgevögel. LP Inventur. Fata Morgana-Verlag, Bern 1983
- Ferdinand Huber. Ein Schweizer Musiker im Biedermeier. Sammel-LP. VGS (Musica quo vadis), St. Gallen 1988
- Tritonus. CD Alte Volksmusik in der Schweiz (ZYT 4982). Zytglogge Verlag, Bern 1991
- Alpine Jazz Herd. CD Alpine Two (UTR 5002). Unit Records, Willisau 1992
- Galgevögel. CD September. Phonag, Zürich 1996.
- Sackpfeifen in Schwaben 2000. Sammel-CD, Eigenverlag Haus der Volkskunst, D-Balingen 2000.
- Wilma mag Musik. Kinderbuch mit CD über alte Musikinstrumente von Adrian Steger. AKS-Verlag, Luzern 2003
- Mit wass freüden soll man singen. Audio-CD zum Liederbüchlein der Maria Josepha Brogerin, 1730 (Innerrhoder Schriften, Bd. 5, Neuauflage). Druckerei Appenzeller Volksfreund, Appenzell 2003
- Terry Pratchett: Wachen! Wachen! Pyramiden. Lords und Ladies. Hörbücher von Raphael Burri und Anderen. Bookonear-Verlag, Schaffhausen 2004-06
- Tritonus. CD Alpan (ZYT 4901). Zytglogge Verlag, Bern 2006
- Sackpfeifen in Schwaben 2006. Sammel-CD, Eigenverlag Haus der Volkskunst, D-Balingen 2006
- Alpentöne – Ein Querschnitt durch das Festival 2007. Sammel-CD (MGB-NV 2). Musiques Suisses, Zürich 2007
- urCHix 2008. Sammel-CD (ZYT 4609). Zytglogge Verlag, Bern 2008
- Hag um Hag. Fotobuch von Mäddel Fuchs mit Audio-CD Requiem för en Hag von Peter Roth, mit Urs Klauser und Noldi Alder. Bilger-Verlag, Zürich 2010.
- Appenzeller Jazzkapelle. CD Live-Aufnahme vom Konzert auf der Ledi-Wanderbühne, Teufen AR 2013. (LC 00917, nicht im Handel erhältlich)
- Tritonus. CD Urbanus – Alte Volksmusik aus Schweizer Städten (ZYT 4966). Zytglogge Verlag, Bern 2015
- Galgevögel. CD Badu Wadaja. Eigenverlag Galgevögel 2015
- Bräker Musik. Bühnenmusik zum Freilicht-Theater «Ueli Bräker» der Bühne Thurtal. CD 2018 (nicht im Handel erhältlich).
- Christoph Bürgin. CD 19:57. Pomeranzenmusik 2018.
- Alpentöne – Ein Querschnitt durch das Festival 2019. Sammel-CD mit Live-Aufnahmen vom Ensemble Alte Volksmusik «Wie die groben Paurn in Hauffen schreyen» (Naxos NXMS  7001 W). Musiques Suisses, Zürich 2019

## Publikationen
- (mit Beat Wolf) Magali. Notenheft zur CD Alte Volksmusik in der Schweiz. Mülirad-Verlag, Altdorf 1992.
- (mit Joe Manser) Mit wass freüden soll man singen: Liederbüchlein der Maria Josepha Brogerin, 1730 (= Innerrhoder Schriften, Bd. 5). Druckerei Appenzeller Volksfreund, Appenzell 1996 und 2003.
- Beitrag über Alte Volksmusik. In: Appenzellische Volksmusik (= Das Land Appenzell, Heft 39). Appenzeller Verlag, Herisau 2010.

## Medienberichte
- Radiosendung «Grand Bazaar» vom 14. September 2023 im Radio SRI über Urs Klauser und «Tritonus» (in italienischer Sprache)
- Fernsehsendung «Einstein» (SRF) vom 5. Februar 2009 über den Schweizer Dudelsack
- Fernsehsendung «Aeschbacher Spezial» (SRF 1) vom 19. Dezember 2013 mit u. a. Urs Klauser und Daniel Som
- Tritonus «urbanus» Live-Konzert am 4. März 2020 in der Reihe «Volksmusig im Volkshuus» in Zürich
- Zeitungsbericht vom 7. Juli 2018 im St. Galler Tagblatt (Beilage zum Kulturerbejahr) über Urs Klauser und «Die Andere Schweizer Volksmusik»
- Zeitungsbericht vom 12. Januar 2018 im Magazin Zeitpunkt über «Tritonus»
- Zeitungsbericht vom 23. November 2015 im Online-Magazin journal 21 über «Tritonus»
- Zeitungsbericht vom 27. August 2010 im St. Galler Tagblatt über Urs Klauser und Tritonus